# Austrian Open 2008
Austrian Open (tennis) 2008 — тенісний турнір, що проходив на кортах з твердим покриттям у місті Кіцбюель, Австрія з 14 липня . Належав до категорії International Series Gold, був турніром серії Austrian Open Kitzbühel 2008 року.

## Фінальна частина

### Одиночний розряд
Хуан Мартін дель Потро —  Юрген Мельцер 6–2, 6–1

### Парний розряд
Джеймс Серретані /  Віктор Генеску —  Лукас Арнольд Кер /  Олів'є Рохус 6–3, 7–5